# Zibrovia
Zibrovia is een geslacht van kreeftachtigen uit de klasse van de Malacostraca (hogere kreeftachtigen).

## Soort
- Zibrovia galea Kropp & Manning, 1996